# Xiwanzi
Xiwanzi (chiń. 西湾子镇) – miasteczko na prawach gminy w Chinach, w prowincji Hebei, w prefekturze miejskiej Zhangjiakou, w powiecie Chongli.
Siedziba gminy, której podlegają 24 wsie oraz rzymskokatolickiej diecezji Xiwanzi.

## Warunki naturalne
Xiwanzi położone jest w górach Yan Shan. Klimat wilgotny kontynentalny z surową, suchą zimą i ciepłym latem (Dwb w klasyfikacji klimatów Köppena).

## Historia
W 1723, gdy cesarz Chin Yongzheng zakazał działalności misji chrześcijańskich w Chinach, misjonarze katoliccy osiedlili się we wsi Xiwanzi, położonej za Wielkim Murem, która wkrótce stała się centrum misyjnym, zyskując na znaczeniu w XIX w., stając się ostatnią bazą misjonarzy katolickich przed rozległymi stepami mongolskimi. Powstały tu katedra, rezydencja biskupia, seminarium duchowne, hospicjum, koedukacyjna szkoła podstawowa, sierociniec, przychodnia i dwa klasztory katolickie. 28 sierpnia 1840 Xiwanzi zostało siedzibą biskupów katolickich.
Podczas masakr w okresie powstania bokserów w katedrze w Xiwanzi schroniło się ok. 5000 osób, co pozwoliło im przeżyć.

### Masakra w Xiwanzi
W 1946 Xiwanzi liczyło ok. 3000 mieszkańców, niemal wyłącznie katolików. W sierpniu 1945, podczas chińskiej wojny domowej, wieś został zajęta przez komunistów, którzy rozpoczęli prześladowania lokalnej ludności i zagranicznych misjonarzy. Najtragiczniejsze wydarzenia miały miejsce w grudniu 1946. Najpierw po procesie pokazowym lokalny właściciel ziemski został upokorzony i pobity na śmierć w obecności spędzonych na wydarzenie mieszkańców, w tym dzieci, także z sierocińca, i matki ofiary.
W kolejnych dniach we wsi oraz w otaczających ją górach komuniści dokonali masakry ludności cywilnej połączonej z torturami. Podpalono również budynki misji wraz z ukrywającymi się w nich ludźmi, którzy spłonęli żywcem. Łączną liczbę ofiar szacuje się na ok. 1000 osób.
Kobiety, które przeżyły masakrę, były zmuszone do małżeństw z komunistycznymi żołnierzami, część mężczyzn natomiast wcielono do Chińskiej Armii Czerwonej. Masakra została udokumentowana po wycofaniu się wojsk komunistycznych.
Komuniści ponownie zajęli wieś w 1948.

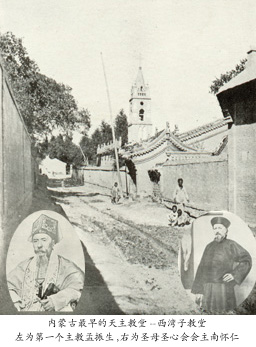
katedra w Xiwanzi przed 1946

## Zabytki
- katedra Niepokalanego Poczęcia NMP w Xiwanzi(inne języki)

## Ludzie urodzeni w Xiwanzi
- Joseph Fan Heng’an (ur. w 1882) – biskup Jiningu
- Melchior Zhang Kexing (ur. w 1914) – biskup Xiwanzi